# Osphya cylindromorpha
Osphya cylindromorpha is een keversoort uit de familie zwamspartelkevers (Melandryidae). De wetenschappelijke naam van de soort werd in 1896 gepubliceerd door Abeille.